# Quando il sole sorgerà
Quando il sole sorgerà è un film del 2012 diretto da Andrea Manicone.
Pellicola italiana prodotta dalla Andros Film, le cui riprese sono state effettuate fra ottobre 2011 ed aprile 2012. 

## Trama
Un giovane attore di fiction, Sergio Laus, ritorna nel suo paese natale per il funerale di una sua vecchia amica. La donna, morta probabilmente suicida, lascia un figlio adolescente. 
Il ragazzino vive momentaneamente a casa di un'amica di famiglia ma i servizi sociali sembrano intenzionati a portarlo via. Sergio si inserisce nella vita del ragazzino e si lega molto a lui, affrontando attraverso questo rapporto vecchie questioni che aveva lasciato in sospeso anni prima. 
Sergio scoprirà di essere il padre del ragazzino e grazie al sostegno del fratello, parroco della chiesa madre, riuscirà a trovare una via per affrontare se stesso e ritrovare un equilibrio.

## Distribuzione
Il film è uscito nelle sale italiane il 20 giugno 2012.